# Lars Schäfle
Lars Schäfle (ur. 14 września 1999) – niemiecki zapaśnik walczący w stylu wolnym. Zajął dziewiąte miejsce na mistrzostwach świata w 2024. 
Piąty na mistrzostwach Europy w 2020. Trzeci na MŚ U-23 w 2021 roku.
Mistrz Niemiec w 2018, 2022 i 2023; drugi w 2019 i 2024; trzeci w 2017 roku.